# Пушкіно (Амурська область)
Пушкіно (рос. Пушкино) — село у Серишевському районі Амурської області Російської Федерації. Розташоване на території українського історичного та етнічного краю Зелений Клин.
Входить до складу муніципального утворення Лермонтівська сільрада. Населення становить 0 осіб (2018).

## Історія
З 1932 року село ввійшло до складу новоутвореної Амурської області. Від 1935 року у складі Білоногівського району, невдовзі перейменованого на Серишевський.
З 1 січня 2006 року органом місцевого самоврядкування є Лермонтівська сільрада.